# هیو دورانت
هیو دورانت (انگلیسی: Hugh Durant; ۲۳ فوریهٔ ۱۸۷۷ – ۲۱ ژانویهٔ ۱۹۱۶) ورزشکار ورزش تیراندازی اهل پادشاهی متحد بریتانیای کبیر و ایرلند بود.
وی در مسابقات کشوری و بین‌المللی در مجموع برندهٔ ۲ مدال برنز شده‌است.